# Letim, sanjam, dišem (album)
Letim, sanjam, dišem šesti je studijski album srpskog punk rock sastava Električni orgazam, koji je 1988. objavila diskografska kuća PGP RTB.

## Popis pjesama

### A strana
| Br. | Skladba                              | Trajanje |
| --- | ------------------------------------ | -------- |
| 1.  | »Igra rok' en' rol cela Jugoslavija« | 4:15     |
| 2.  | »Svi ljudi i sve žene«               | 2:52     |
| 3.  | »Ti«                                 | 4:24     |
| 4.  | »Sve što radim, radim za nju«        | 2:36     |
| 5.  | »Kad sve devojke budu moje«          | 2:53     |

### B strana
| Br. | Skladba                          | Trajanje |
| --- | -------------------------------- | -------- |
| 1.  | »Poljubi me i priznaj mi«        | 4:12     |
| 2.  | »(Hajde bejbe) Daj da vidim sad« | 2:48     |
| 3.  | »Ona uvek želi sve«              | 3:49     |
| 4.  | »Sve ste vi naše devojke«        | 2:54     |
| 5.  | »Sunce zna da Mesec zna«         | 5:21     |

## Sudjelovali na albumu
- Srđan Gojković — gitara, vokali
- Švaba (Zoran Radomirović) — bas-gitara
- Čavke (Goran Čavajda) — bubnjevi, klavijature, prateći vokali
- Banana (Branislav Petrović) — gitara, harmonika, prateći vokali
- Anton (Nebojša Antonijević) — gitara
- Saša Lokner — klavijature

## Vanjske poveznice
- Letim, sanjam, dišem na Discogs